# Маринич, Александр Мефодьевич
Александр Мефодиевич Маринич (4 сентября 1920, Субботцы, Кременчугская губерния — 25 августа 2008, Киев) — советский и украинский географ-геоморфолог, исследователь природы Украины, член-корреспондент НАН Украины, доктор географических наук, профессор Киевского национального университета имени Тараса Шевченко. Министр образования УССР (1971 −1979). Депутат Верховного Совета УССР 8-9-го созывов. Кандидат в члены ЦК КПУ в 1971—1981 годах. Президент Украинского географического общества (1964 −1995)

## Биография
Родился 4 сентября 1920 года в селе Субботцы Александрийского уезда Кременчугской губернии, ныне Кропивницкий район Кировоградской области. Отец был председателем колхоза.
С 1927 года обучался в начальной школе села Субботцы Знаменского района Кировоградской области. Впоследствии семья Мариничей переехала в соседнее село Богдановка, где Александр учился в 5 классе средней школы. Далее продолжал обучение в средней школе № 4 г. Кировограда, которую окончил в 1937 году с отличием. После окончания средней школы в 1937 году поступил в Киевский университет. В начале Великой Отечественной войны Александр Маринич — студент геолого-географического факультета Киевского университета — участник боевых действий Юго-Западного фронта, участвовал в обороне Киева, получил тяжелые ранения. В 1942 году окончил Казанский университет. С 1943 до 1945 года — радист, комсорг танкового батальона. Член ВКП(б) с 1944 года.
После победы над Германией Маринич А. М. вернулся в Киевский университет, где под руководством В. Г. Бондарчука начал научную и педагогическую работу. За четверть века он прошел путь от ассистента до доктора географических наук, профессора. В 1948 году под научным руководством академика В. Г. Бондарчука защитил кандидатскую диссертацию «Геоморфология Подольского Приднестровья». Вместе с В. Г. Бондарчуком и профессором П. К. Заморием в 1949 году создал кафедру геоморфологии в Киевском университете. В 1961 году защитил в Московском университете докторскую диссертацию «Геоморфология южного Полесья». Научным консультантом был академик И. П. Герасимов, официальными оппонентами — профессора К. К. Марков, К. И. Геренчук, Г. И. Гарецкий, которые дали высокую оценку научному исследованию А. М. Маринича. 1969 года был избран членом-корреспондентом АН Украины.
В 1956—1971 годах — заведующий кафедры физической географии, декан географического факультета, в 1968—1971 годах — проректор по учебной работе Киевского государственного университета имени Тараса Шевченко. Читал курсы: «История и методология географической науки», «Современные проблемы географии», «Физическая география Украины», «Физическая география Европейской равнины и Кавказа», «Геоморфология», «Географические основы природопользования». Читал лекции в университетах Франции, Польши, Хорватии, США, Канады, Индии.
Академиком Александр Мефодиевич стать не смог, поскольку был на должности министра образования УССР (2 марта 1971 — 3 июля 1979), а действительные члены АН не могли занимать должности в министерстве, а в те времена отказаться от такого предложения было невозможно. Став министром, Александр Маринич отнесся к этому делу с такой же ответственностью, как и ко всему остальному. За время его руководства Министерство образования много внимания уделял практическому получению общего образования всей молодежью, повышению квалификации учителей и руководящих педагогических кадров, в подготовке новых школьных учебников и учебных пособий, методике преподавания школьных дисциплин, трудовому воспитанию учеников.
А. М. Маринич возглавлял делегации Украины и выступал на сессиях ЮНЕСКО в Париже и Тбилиси, а также на международных конференциях по образованию в Скандинавии, Польше, Германии, Великобритании, Югославии, Канаде, Франции, Индии, США, Японии, Греции, Кубе, Сирии, Ливане. Изучал опыт образовательной дела в зарубежных странах (Франции, США, Японии, Индии, Кубе и тому подобное). Опубликовал ряд работ в педагогических изданиях о состоянии образования на Украине.
С 1979 до 1989 года — руководитель отделения географии Института геофизики им. С. И. Субботина АН УССР, с 1989 года — советник дирекции Института географии НАН Украины, профессор кафедры физической географии и охраны природы Киевского университета имени Тараса Шевченко. Является одним из основателей Института географии НАН Украины, созданного в 1991 году.
А. М. Маринич — известный на Украине и за рубежом многогранными научными интересами и опытно-географическими достижениями. Ему принадлежит ведущая инициатива и роль в создании уникального издания — трехтомного Географической энциклопедии Украины. Принимал участие в экспедиционных исследованиях на Полесье, Приднепровье, Приднестровье, Подолье, Карпатах, а также в Литве, на Алтае, в Забайкалье, Таджикистане, Кыргызстане, Грузии. В 1964—1995 годах — президент Украинского географического общества, почетный член Географического общества СССР с 1990 года.
Самые известные научные труды А. М. Маринича по геоморфологии и физической географии Полесья, ландшафтоведения, физико-географического районирования Украины, история географии|истории географической науки. Так, ещё в 1950-х годах Александр Мефодиевич организовал Полесскую комплексную географическую экспедицию Киевского университета и руководил ею. На основе материалов этой экспедиции ученый по-новому обосновал происхождения Полесья и формирование его рельефа. Результаты исследований опубликованы в монографиях.
Под научным руководством ученого составлены первые ландшафтные карты некоторых областей и всей Украины. В Институте географии А. М. Маринич возглавлял исследования, направленные на проработку конструктивно-географических основ рационального природопользования, решения региональных эколого-ландшафтоведческих проблем. Много времени А. М. Маринич уделял редактированию научных сборников, монографий. Его статьи помещены в многих украинских и зарубежных энциклопедических изданиях.
Умер на 88-м году жизни 25 августа 2008 года. Похоронен вместе с семьей на Байковом кладбище (участок № 49а).

## Награды, звания, память
В 1991 году В. М. Мариничу присвоено почетное звание Заслуженного деятеля науки и техники Украины, в 1993 году он стал лауреатом государственной премии Украины в области науки и техники за цикл коллективных (Швебс Г. И., Щербань Н. И., Шищенко П. Г., Пархоменко Г. А., Горленко И. А., Руденко Л. Г., Паламарчук Н. М.) монографий «Географические основы регионального природопользования в Украине» . Почетный профессор Симферопольского государственного университета с 1994 года.
Отмечен государственными наградами: орденом Отечественной войны II степени, двумя орденами Трудового Красного Знамени, 17 медалями. В 2001 награждён орденом князя Ярослава Мудрого V степени.
Скальный бастион Маринича расположен на склоне Долины Привидений горы Демерджи в Алуштинском горном амфитеатре (700 м). Сложен толщей верхнеюрских конгломератов, активно выветривающихся и образующих в этом урочище оригинальные каменные «крепостные бастионы». Их стены изобилуют вертикальными выпуклостями, напоминающими гигантские ископаемые «чертовы пальцы» — белемниты высотой до 15—25 м. Название было присвоено членами Крымского отдела Украинского географического общества в 1975 году в честь Александра Мефодьевича Маринича, президента Украинского географического общества, исследователя природы Крыма. Располагается на территории геологического памятника природы.

## Научные труды
Сфера научных исследований: теоретические и прикладные проблемы геоморфологии и ландшафтоведения, физико-географическое районирование Украины, история географической науки. Автор и соавтор более 400 научных трудов, 20 монографий, учебников, учебных пособий. Подготовил 27 кандидатов наук, 7 докторов наук. Среди учеников Александра Маринича — доктора географических наук Н. С. Бевз, П. Г. Шищенко (член-корреспондент АПН Украины), В. М. Пащенко, Н. Д. Гродзинский, Фам Хоанг Хай. Основные работы: